# Анцано-ді-Пулья
Анцано-ді-Пулья (італ. Anzano di Puglia) — муніципалітет в Італії, у регіоні Апулія,  провінція Фоджа.
Анцано-ді-Пулья розташоване на відстані близько 250 км на схід від Рима, 135 км на захід від Барі, 50 км на південний захід від Фоджі.
Населення — 1413 осіб (2014).
Щорічний фестиваль відбувається 15 червня. Покровитель — Sant'Anzano.

## Демографія
Населення за роками:

Станом на 1 січня 2023 року в муніципалітеті офіційно проживав 41 іноземець з 10 країн, серед них 9 громадян країн Євросоюзу.

## Сусідні муніципалітети
- Монтелеоне-ді-Пулья
- Сан-Соссіо-Баронія
- Сант'Агата-ді-Пулья
- Скампітелла
- Валлезаккарда
- Цунголі